# Franciabigio

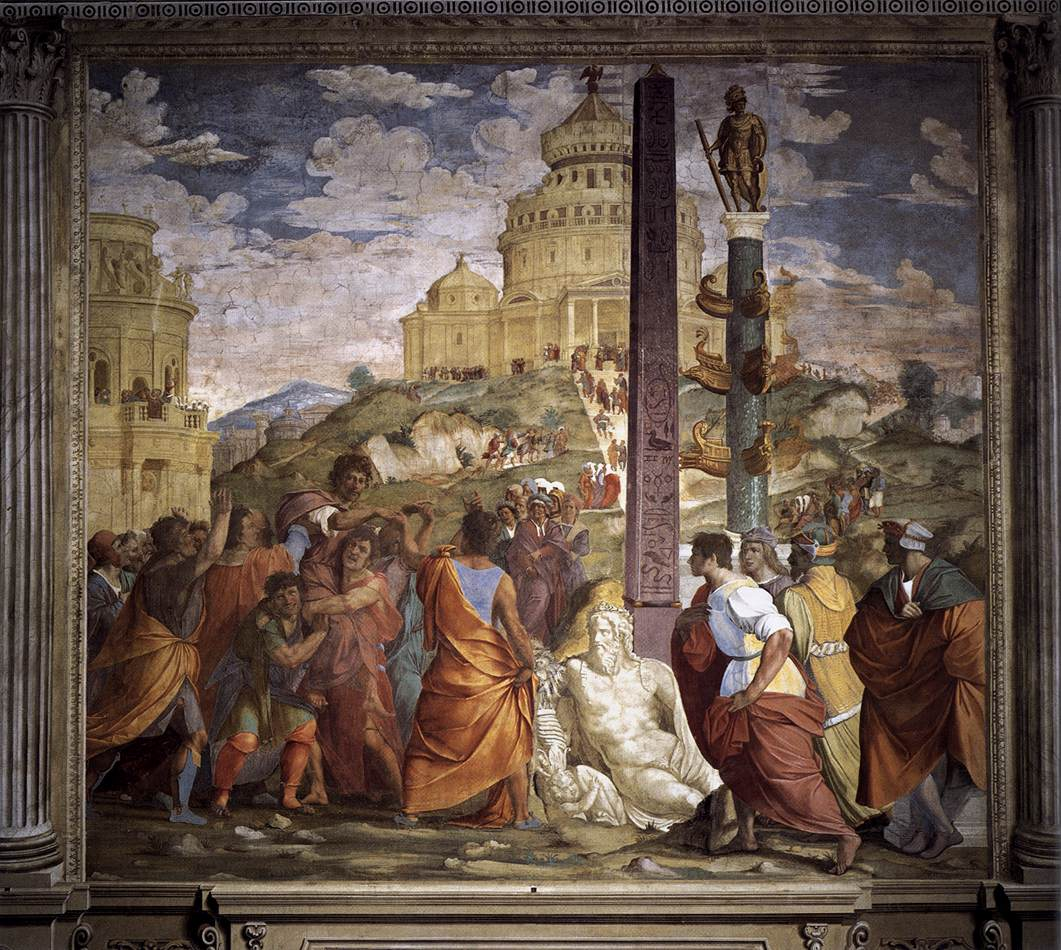
Triunfo de Cicerón, Villa Medici, Poggio a Caiano.

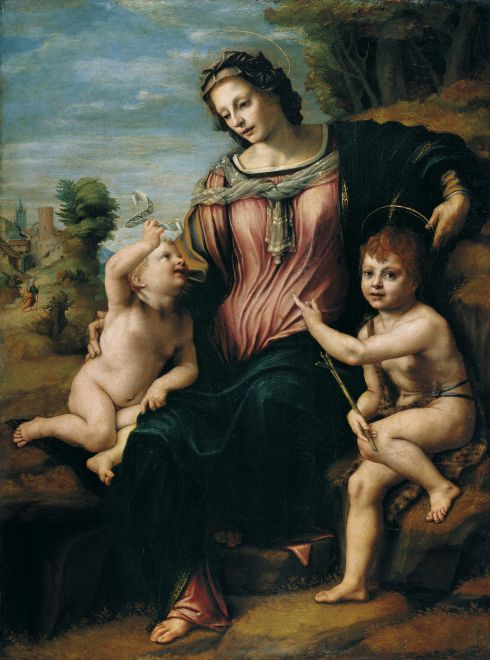
Virgen con el Niño y San Juanito, Museo Liechtenstein, Viena.

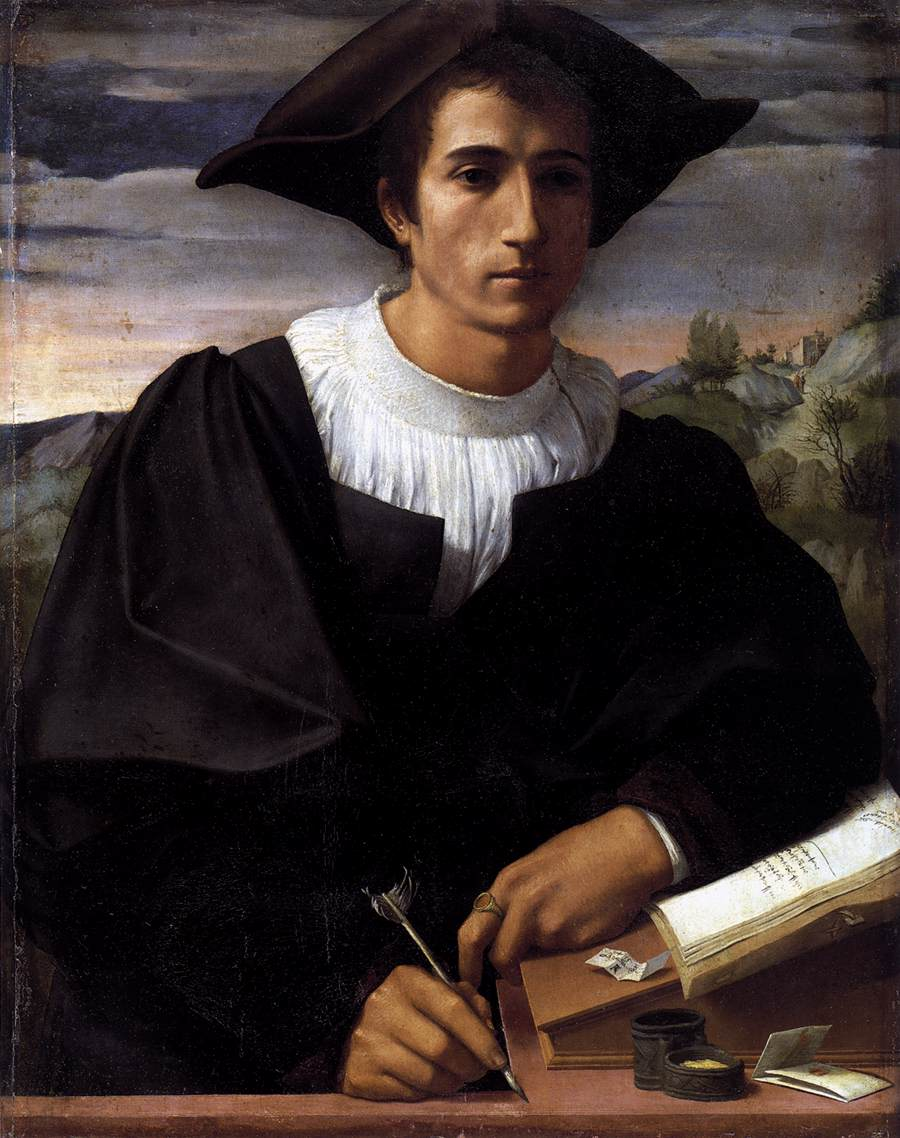
Retrato de hombre joven, Gemäldegalerie de Berlín

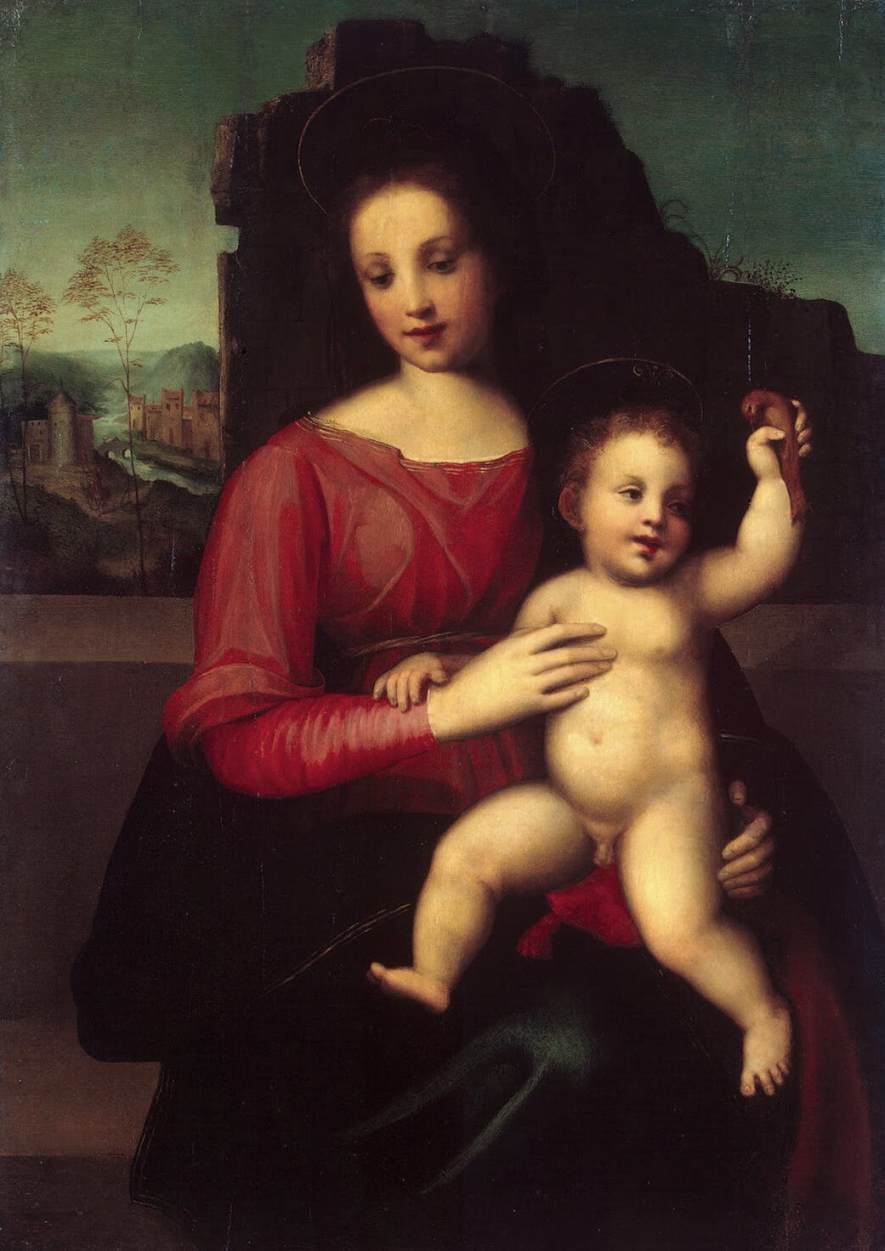
Madonna con niño, Museo del Hermitage, San Petersburgo.

Francesco di Cristofano Bigi o Giudici, más conocido como Franciabigio (Florencia, 30 de enero de 1484 - 14 de enero de 1525), fue un pintor italiano del Renacimiento. Compañero de Andrea del Sarto, compartió con este taller durante algunos años. Sin embargo, fue un artista mucho más limitado que su amigo, y nunca consiguió deshacerse totalmente de la herencia quattrocentista en su estilo.

## Biografía

### Inicios
Nació el 30 de enero de 1484 en la parroquia florentina de Santa María in Verzaia, donde fue bautizado el 1 de febrero. Era hijo de un tejedor de origen milanés, Cristofano di Francesco y de su esposa, cuyo nombre se desconoce. Parece que comenzó su carrera como ayudante de Mariotto Albertinelli, del cual aprendió los fundamentos del nuevo estilo que por aquel entonces empezaba a imponerse en el arte florentino. Posteriormente pasó a tomar a Rafael como principal modelo, sin obviar la influencia leonardesca. Con el tiempo, su estilo se asimiló bastante al de Sarto, pero en una versión bastante simplista.
En octubre de 1504 ya figura como pintor inscrito en la Compagnia di San Luca. En noviembre de 1506 ya recibe sus primeros encargos documentados para el monasterio de San Pancrazio, institución con la que mantuvo un fuerte vínculo durante toda su vida (frescos de Santa Catalina y San Bernardo de Claraval, perdidos). En 1510 pinta una de sus primeras obras destacables, una Adoración de los Pastores al fresco para Francisco Lioni en la capilla de Villa Dani en Montici.

### Primer viaje a Roma. El claustro del Scalzo
Hacia 1511-12, Franciabigio viajó a Roma para estudiar la obra reciente de Rafael. Gracias a esta experiencia pulirá su modo de pintar, consiguiendo una cierta expresión nerviosa en sus figuras, que las dota de energía y movimiento, aunque sin el equilibrio y la gracia del pintor de Urbino.
En 1514 acomete una de sus obras más ambiciosas, la decoración al fresco del refectorio de San Giovanni della Calza. El gobierno de Florencia requirió de sus servicios en diversas ocasiones como decorador y escenógrafo de diversos eventos públicos: la visita del papa León X a la ciudad (1515), las exequias de Julián de Médici, duque de Nemours (1516) o los esponsales de Lorenzo de Médici, duque de Urbino con Magdalena de la Tour d'Auvergne (1518). En esta última ocasión colaboró con Ridolfo del Ghirlandaio en el aparato escénico necesario para la representación de las comedias recitadas para la ocasión, entre ellas la Mandragola de Maquiavelo.
Durante la estancia de Andrea del Sarto en Francia, Franciabigio ocupó su puesto como decorador del claustro del Scalzo (1518-1519). Esta obra contiene algunas de las figuras más recargadas de la pintura florentina del momento.

### Segundo viaje a Roma. Fase romanista. El Triunfo de Cicerón
Parece que en 1520 volvió a la Ciudad Eterna. En este nuevo viaje a Roma consiguió integrar en su arte algo del clasicismo que allí pudo admirar. Prueba de este nuevo impulso romanista son sus decoraciones de la villa medicea de Poggio a Caiano (Triunfo de Cicerón, 1521), vigorosas y algo retóricas, que se encuentran entre lo mejor de su producción. Compartió el encargo con dos de los más grandes pintores de la época, Andrea del Sarto y el Pontormo. El proyecto se paralizó a la muerte del comitente, el papa León X (1521). Algunas décadas después fue ampliado y completado por Alessandro Allori (1582)

### Fase final
En sus años finales, Franciabigio parece olvidar su fase "romana" y vuelve a integrarse en la conservadora tradición florentina. Sus obras finales son preciosistas pero carentes tal vez de la emoción que consiguió en sus mejores logros (David y Betsabé, 1523). La punta de lanza del arte florentino pasa a manos de autores como Pontormo y Rosso Fiorentino.

### El temperamento del artista
Cita Vasari en su Vida de Franciabigio un curioso episodio que demuestra lo impetuoso de su genio y el celo que ponía en su oficio. El hecho se produjo cuando los religiosos de la Santissima Annunziata de Florencia decidieron descubrir el fresco de los Desposorios de la Virgen antes de que éstos estuviesen terminados:

A la mañana siguiente a Francia se le dio la noticia de que habían sido descubiertos tanto los frescos suyos como los de Andrea, con lo cual Francia casi murió de aflicción; y lleno de ira contra los padres por causa de su presunción y la falta de respeto con la que le habían tratado, salió precipitadamente, llegó ante su obra, se subió al andamio que aún no se había desmantelado, y con una llana que se encontraba allí destrozó algunas cabezas femeninas, causó desperfectos en la cabeza de la Virgen y destruyó, casi totalmente, una figura desnuda que rompe un báculo.
Giorgio Vasari, Vida de Franciabigio

Efectivamente, aún en la actualidad se pueden observar los desperfectos provocados por la ira del artista. Según Vasari, los padres del convento quisieron pagarle el doble para que reparara los desperfectos, pero él siempre se negó. Sus colegas tampoco quisieron hacerse cargo de la obra por respeto a su compañero.
Murió Franciabigio relativamente joven, según Vasari víctima de una «fiebre pestilencial» que se lo llevó en poco tiempo. Su hermano Agnolo di Cristofano también fue pintor, aunque no nos ha llegado ninguna obra suya.

## Obras destacadas
- Virgen con San Juanito (1506, Col. Conde Ranieri, Perugia)
- Frescos del monasterio de San Pancrazio, Florencia (1507, perdidos)
  - Santa Catalina
  - San Bernardo de Claraval
- Sagrada Familia (1507, Accademia, Florencia)
- Virgen con niño (1509, Galleria Nazionale d'Arte Antica, Roma), anteriormente atribuida a Sarto.
- Adoración de los Pastores (1510, Museo de San Marco, Florencia)
- Virgen del Pozo (1512, Academia, Florencia)
- Sagrada Familia (1512, Kunsthistorisches Museum, Viena)
- Esponsales de la Virgen (1513, Annunziata, Florencia)
- Retrato de un caballero sanjuanista (1514, National Gallery, Londres)
- Ultima Cena (1514, Convento della Calza, Florencia)
- Altar de San Nicolás de Tolentino (1515, Santo Spirito, Florencia)
- Anunciación (1515, Galería Sabauda, Turín)
- Santo Job (1516, Uffizi, Florencia)
- Frescos del Claustro del Scalzo, Florencia (1518-19)
- Triunfo de Cicerón (1521, Poggio a Caiano)
- Virgen con San Juan (1522, Museo Liechtenstein, Viena)
- Retrato de un joven (1522, Gemäldegalerie, Berlín)
- Noli me Tangere (1523-24, Col. Horne, Florencia)
- David y Betsabé (1523, Gemäldegalerie, Dresde)